# Мичуринский сельский округ (Карагандинская область)
Мичуринский сельский округ (каз. Мичурин ауылдық округі) — административная единица в составе Абайского района Карагандинской области Казахстана. Административный центр — село Агрогородок.
Население — 1334 человека (2009; 1451 в 1999, 2227 в 1989).
По состоянию на 1989 год существовал Мичуринский сельский совет (сёла Агрогородок, Садовое, Ягодное).

## Состав
В состав округа входят такие населённые пункты:
| Населённый пункт  | Население, человек (1989) | Население, человек (1999) | Население, человек (2009) |
| ----------------- | ------------------------- | ------------------------- | ------------------------- |
| Агрогородок, село | 1738                      | 927                       | 936                       |
| Садовое, село     | 227                       | 229                       | 200                       |
| Ягодное, село     | 262                       | 295                       | 198                       |